# Гиольди, Родольфо
Родольфо Гиольди (исп. Rodolfo Ghioldi, 21 января 1897 — 4 августа 1985) — общественный и политический деятель Аргентины, один из основателей и руководителей КПА, участник ноябрьского восстания в Бразилии. С 1928 по 1943 гг. — член Исполкома Коминтерна.

## Книги
- Избранные статьи и речи. М.: Государственное издательство политической литературы, 1974

## Награды
- Орден Октябрьской Революции (20.01.1972).
- Орден Дружбы народов (20.01.1977).